# Replikase-Polyprotein 1ab

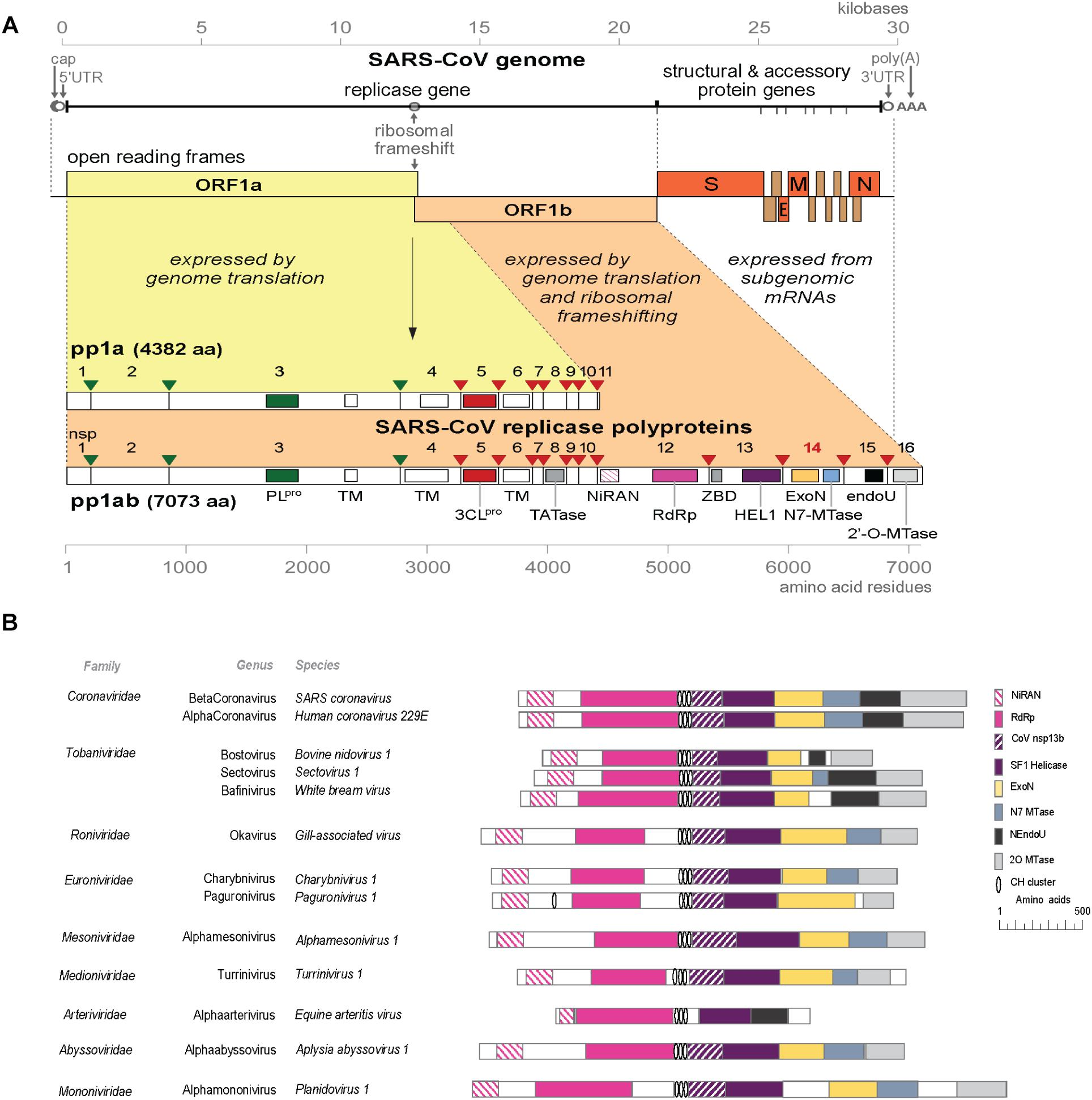
(A) ORF1a-Protein (pp1a) und ORF1ab-Frameshift-Protein (pp1ab) von SARS-CoV-1. (B) Domänen-Organisation für ORF1b (für die Produktion des b-Teils von pp1ab) über neun Nidoviren-Familien hinweg.

Replikase-Polyprotein 1ab (auch ORF1ab-Polyprotein oder ORF1ab-Frameshift-Protein genannt) ist ein Polyprotein von hauptsächlich Nidoviren, welches an der Transkription und Replikation viraler Ribonukleinsäure beteiligt ist. Das Polyprotein enthält Proteinasen, die für die Spaltung des Polyproteins zuständig sind.

## Funktion
Das Replikase-Gen der Nidoviren besteht aus zwei leicht überlappenden ORF, die 1a und 1b genannt werden. In Corona-, Toro-, Bafini- und Roniviren wird ein Polyprotein, das pp1ab genannt wird und eine Masse von 760–800 kDa besitzt, durch ORF1ab synthetisiert. Für die Expression des ORF1b-codierten Anteils von pp1ab wird ein ribosomales Frameshifting benötigt, der in einem definierten Verhältnis von Translationsereignissen eine kontrollierte Verschiebung in das Leseraster mit der Position −1, der sich unmittelbar upstream vom ORF1a-Stopcodon befindet, ermöglicht. In Arteriviren ist pp1ab mit einer Masse von 345–420 kDa deutlich kleiner. Eine proteolytische Prozessierung von pp1ab von Coronaviren resultiert in bis zu 16 Nichtstrukturproteinen (nsp 1–16), wohingegen die Prozessierung von Replikase-Polyproteinen von Arteriviren bis zu 14 Nichtstrukturproteinen produziert. Es ist allgemein anerkannt, dass sich die meisten Nichtstrukturproteine von Replikasen zu einem großen Proteinkomplex, dem sogenannten Replikations-Transkriptionskomplex, zusammensetzen. Der Komplex ist an intrazellulären Membranen verankert und umfasst wahrscheinlich auch eine Reihe von zellulären Proteinen. pp1ab weist enzymatische Aktivitäten der Protease, der RNA-abhängigen RNA-Polymerase, der Helikase und der Endoribonuklease auf.
Die überwiegende Mehrheit der proteolytischen Spaltungen in pp1ab wird durch eine ORF1a-codierte Chymotrypsin-ähnliche Protease vermittelt, die aufgrund ihrer Ähnlichkeiten zu 3C-Proteasen von Picornaviren auch als 3C-ähnliche Protease (3CLpro) bezeichnet wird. Auch der Begriff Main Protease (Mpro) wird zunehmend für dieses Enzym verwendet, um hauptsächlich auf seine Schlüsselrolle bei der Verarbeitung des Replikase-Proteins in Nidoviren hinzuweisen. In den letzten Jahren wurde eine große Menge an strukturellen und funktionellen Informationen über die Mpro von Corona- und Arteriviren gewonnen, die im Falle von Coronaviren auch zur Entwicklung selektiver Proteaseinhibitoren beigetragen haben, welche die virale Replikation hemmen und somit die Mpro von Nidoviren als Forschungsgegenstände zur Entwicklung antiviraler Medikamente betrachtet werden können. In Arteri-, Corona- und Toroviren wird Mpro von einer bis vier Papain-ähnlichen (akzessorischen) Proteasen (auch PLpro genannt) unterstützt, welche die weniger gut konservierte N-proximale Region des Replikase-Polyproteins verarbeitet. Die Domäne von PLpro von Nidoviren könnte Zinkfingerstrukturen enthalten und weist außerdem deubiquitinierende Aktivitäten auf, was darauf hinweist, dass diese Proteasen auch andere Funktionen außer der Verarbeitung des Polyproteins haben könnten. Bafini- und Roniviren wurden noch nicht im Detail untersucht und es ist noch unklar, ob diese Viren Papain-ähnliche Proteasen zur Verarbeitung der N-terminalen Regionen von pp1a/pp1ab einsetzen.
Replikase-Polyproteine von „großen“ Nidoviren mit Genomgrößen von mehr als 26 kb (z. B. von Corona-, Toro-, Bafini- und Roniviren) weisen außerdem 3′-5′-Exoribonuclease- (ExoN-) und Ribose-2′-O-Methyltransferase- (MT-)Aktivitäten auf, die für die Synthese von Corona-RNA essentiell sind, aber bei den viel kleineren Arteriviren nicht konserviert sind. Die genaue biologische Funktion von ExoN ist noch bei keinem Nidovirus bekannt, aber die Verwandtschaft zu zellulären Exonucleasen der DEDD-Superfamilie deuten darauf hin, dass ExoN im Replikationszyklus großer Nidoviren eine Rolle spielen könnte und, wie bei den DEDD-Homologen, mit Korrekturlese-, Reparatur- und Rekombinationsmechanismen zusammenhängt.
Die Uridylat-spezifische Endoribonuclease, auch NendoU genannt, ist ein genetischer Marker von Nidoviren, die einzel- und doppelsträngige RNA-Ketten an ihren Uridylat-Residuen spaltet. Doppelsträngige RNA werden upstream und downstream von Uridylat-Residuen an GUU- oder GU-Sequenzen gespalten, wobei Fragmente mit 2′-3′-cyclischen Phosphatenden entstehen. Dabei sind 2′-O-Ribose-methylierte RNA-Substrate spaltungsresistent gegenüber NendoU, das auf eine funktionelle Verbindung zwischen NendoU und der Ribose-2′-O-Methyltransferase hinweist, die im Polyprotein-Gen ORF1ab von Coronaviren nebeneinander als nsp15 und nsp16 codiert sind.
Zwei weitere RNA-prozessierende Domänen, die ADP-Ribose-1″-Phosphatase (ADRP) und die 3′,5′-Cyclonukleotid-Phosphodiesterase (CPD), sind in überlappenden Familien der Nidoviren konserviert. Mit Ausnahme der Arteri- und Roniviren codieren alle Nidoviren eine ADRP-Domäne, die Teil einer großen Replikase-Untereinheit (nsp3 im Falle der Coronaviren) ist. Dabei weist das ADRP-Homolog des Coronavirus ADP-Ribose-1″-Phosphatase- und Poly(ADP-Ribose)-bindende Aktivitäten auf. Obwohl die hochspezifische Phosphatase-Aktivität für die virale Replikation in vitro nicht essentiell ist, deutet die strenge Konservierung in allen Gattungen der Coronaviren auf eine wichtige (wenn auch derzeit unklare) Funktion des Proteins im viralen Replikationszyklus hin. Dies könnte mit den Funktionen der Wirtszelle und insbesondere mit den Aktivitäten zellulärer Homologe, sogenannte „Makro“-Domänen, zusammenhängen, von denen angenommen wird, dass sie am Metabolismus der ADP-Ribose und ihren Derivaten beteiligt sind.
ORF1a aller Nidoviren codiert eine Reihe von (putativen) Transmembranproteinen, wie die Nichtstrukturproteine 3, 4 und 6 der Coronaviren und die Nichtstrukturproteine 2, 3 und 5 der Arteriviren. Es wurde gezeigt oder postuliert, dass diese die Modifikation cytoplasmatischer Membranen auslösen, einschließlich der Bildung ungewöhnlicher Doppelmembran-Vesikeln (DMV). Die Kombination des Replikations-Transkriptionskomplexes mit den virusinduzierten Membranstrukturen könnte die Grundstruktur oder ein subzelluläres Kompartiment für die virale RNA-Synthese bereitstellen, wodurch die Synthese möglicherweise auch unter komplizierten Bedingungen ablaufen könnte.
Schließlich haben jüngste strukturelle und biochemische Studien neue Einsichten in die Funktion von kleinen Nichtstrukturproteinen gewonnen, die im 3′-terminalen Abschnitt des Coronavirus-ORF1a codiert sind. Zum Beispiel wurde gezeigt, dass nsp7 und nsp8 einen hexadecameren Superkomplex bilden, der in der Lage ist, die dsRNA zu umkreisen. Es konnte auch gezeigt werden, dass das Coronavirus-nsp8 eine RNA-Polymerase-Aktivität (Primase) besitzt, welche Primer produzieren kann, die von der Primer-abhängigen RNA-abhängigen RNA-Polymerase (RdRp), die sich im nsp12 befindet, benötigt werden. Für nsp9 und nsp10 wurden RNA-Bindungsaktivitäten nachgewiesen und Kristallstrukturen entwickelt. Nsp10 ist ein zinkbindendes Protein, das zwei Zinkfinger-Bindungsdomänen enthält und an der Synthese von RNA mit negativem Strang beteiligt ist.

## Nichtstrukturproteine der Replikase bei Coronaviren
Wie bei den anderen Nidoviren stellt die Coronavirus-Replikase die Replikationsmaschinerie der Coronaviren dar. Sie ist in Untereinheiten organisiert, die miteinander zusammenwirken und sich in ihrer jeweiligen Funktion unterstützen.:49 Diese Untereinheiten werden Nichtstrukturproteine (NSPe) genannt und durchnummeriert in der Form: nsp1, nsp2, nsp3, ….
Nsp1 bis nsp10 kommen sowohl im Replikase-Protein 1a als auch 1ab vor, jedoch mit teilweise etwas unterschiedlicher Funktion. Nsp11 gehört nur zum Replikase-Protein 1a.:Fig. 1A Dass sich diese Proteine äußerst ähnlich sind, liegt an der typischen polycistronischen Genom-Organisation der Nidoviren. In diesem Falle werden die NSPe nsp1 bis nsp10 aus dem gleichen Genomabschnitt in leicht unterschiedlicher Weise gebildet.
Die Funktionen der ersten beiden NSPe nsp1 und nsp2 sind etwas unklar. Sie sind hochvariabel und scheinen keine innerhalb der Nidoviren universell-konservierten Bereiche zu enthalten. Zusammen mit einigen der nächsten NSPe enthalten sie ein breites Spektrum an Gegenmaßnahmen gegen das Immunsystem des Wirtes, insbesondere gegen die angeborene Immunantwort.:168:49 Durch diese Eigenschaften unterstützen sie die Virusreplikation indirekt statt unmittelbar an ihr beteiligt zu sein.:49 Diese Aussagen treffen teilweise auch noch auf die NSPe nsp3 und nsp4 zu.
Die NSPe nsp3 bis nsp6 enthalten alle Funktionen, die nötig sind, um vollfunktionsfähige virale Replikationsorganellen zu erzeugen. Außerdem enthalten sie zwei Proteinasen, die für die Verarbeitung aller viralen Replikaseproteine zuständig sind.:49 Diese beiden werden üblicherweise PLPRO und 3CLPRO genannt,:Fig. 1A bzw. Coronavirus-Papain-ähnliche-Proteinase (englisch coronavirus papain-like proteinase:866) und Coronavirus-3C-ähnliche-Proteinase (englisch coronavirus 3C-like proteinase:858).
Die kleineren Untereinheiten nsp7 bis nsp11, die im Falle des Replikase-Proteins 1a dessen Ende bilden, enthalten alle Primer-synthetisierenden Funktionen und weitere wesentliche Replikationshilfen.:49
Die restlichen NSPe nsp12 bis nsp16 kommen nur im Replikase-Protein 1ab vor.:49:Fig. 1A Sie beinhalten die übrigen RNA-modifizierenden Enzyme, die für die Replikation, das RNA-Capping und zur Korrekturlese genutzt werden:49, siehe auch ko- und posttranskriptionale und posttranslationale Modifikation.